# Niebüll
Niebüll település Németországban, Schleswig-Holstein tartományban. Lakosainak száma 10 159 fő (2023. december 31.). Niebüll Galmsbüll és Emmelsbüll-Horsbüll községekkel határos. A városka neves szülötte Carl Ludwig Jessen fríz festő.

## Népesség
A település népességének változása:
| Lakosok száma | 6656 | 8752 | 10 006 | 9970 | 9882 | 10 139 | 10 192 | 10 159 |
|               | 1975 | 2015 | 2017   | 2018 | 2019 | 2021   | 2022   | 2023   |